# Molybdän-Cofaktor-Defizienz
Die Molybdän-Cofaktor-Defizienz (MOCOD) ist eine seltene autosomal-rezessive vererbte Krankheit. Die Erbkrankheit führt zu giftigen Ablagerungen von Sulfit im Gehirn.

## Ursachen
Die Ursache für den Mangel an Molybdän-Cofaktor (bzw. Molybdopterin) ist ein Mangel von einem der drei Enzyme, die den Stoffwechselweg der MoCo-Synthese katalysieren und die von drei Genen, MOCS1, MOCS2 und GPHN codiert werden. Je nach Defekt an einem dieser Gene wird die Krankheit international als Molybdän-Cofaktor-Defizienz, Komplementgruppe A, B oder C bezeichnet. Der MoCo-Mangel führt dazu, dass drei wichtige andere Enzyme, die Sulfitoxidase, die Xanthindehydrogenase und die Aldehydoxidase ihre Funktionen im Energie- und Schwefelmetabolismus, sowie bei der Biotransformation nicht mehr ausüben können, was letztendlich die charakteristischen Symptome der Krankheit auslöst.

## Symptome
Kinder mit dieser Erkrankung werden auffällig, in dem sie einen, zwei Tage nach der Geburt schwer therapierbare Krämpfe haben, die Nahrungsaufnahme verweigern, stark schreien.

## Diagnose

### Biochemische Diagnose
Die biochemische Diagnose wird mit einem einfachen Streifentest erstellt.
Bei positivem Sulfit-Test gelingt die Abgrenzung der Molybdän-Cofaktor-Defizienzen von der isolierten Sulfit-Oxidase-Defizienz durch Messung der Harnsäure im Plasma, die bei den Molybdän-Cofaktor-Defizienzen deutlich erniedrigt ist.

### Molekulargenetische Untersuchung
Zur Durchführung einer molekulargenetischen Untersuchung nach gesicherter biochemischer Diagnose wird EDTA-Blut von Patienten und ihren Eltern (oder DNA bzw. Zellkulturen) benötigt. Aufgrund der vielen beteiligten Gene, und der Komplexität und Heterogenität ihrer Mutationen, müssen bis zu 80 Sequenzierungen durchgeführt werden. Eine pränatale Diagnose ist z. B. im Falle einer zweiten Schwangerschaft möglich.

## Therapie
Fosdenopterin ist für die Behandlung des Molybdän-Cofaktor-Mangels vom Typ A (MoCD-A) in den USA zugelassen. Für Typ B gibt es bislang keine Therapie.
Historisch haben Jochen Reiss und seine Kollegen von der Universität Göttingen in jahrelangen Studien die Ursache der Erkrankung entdeckt und gemeinsam mit den Kölner Biochemikern Günter Schwarz und Jose Santamaria-Araujo 2005 eine Therapie im Tierversuch erfolgreich getestet. Schwarz und Santamaria schickten den Ärzten in Melbourne ein bis dahin nur an Mäusen getestetes Medikament.

## Prognose
Die Krankheit verläuft unbehandelt tödlich. Bei täglicher Gabe von Fosdenopterin sind wesentlich verbesserte Überlebensraten im Vergleich zum Spontanverlauf beschrieben. Die 3-Jahres-Überlebensrate betrug unter Behandlung mit Fosdenopterin 84 % im Gegensatz zu 55 % bei unbehandelten Patienten.